# Mamă

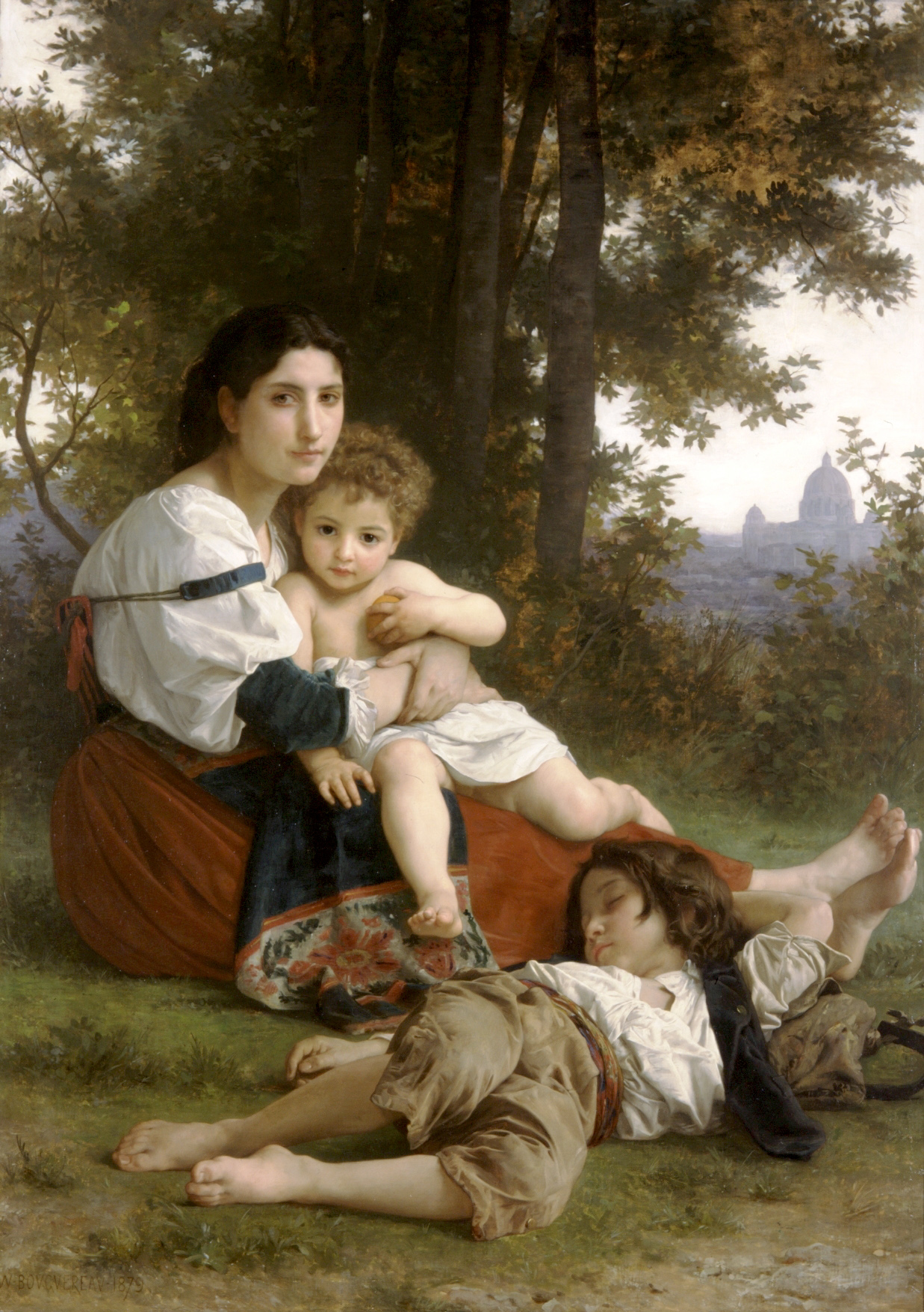
Mamă cu copii, de William-Adolphe Bouguereau: Le Repos (1879)

Mama este părintele biologic sau social de gen feminin al unui copil. 
În general  Mama este figura parentală feminină primară în viața copilului ei. Mama se ocupă în majoritatea cazurilor împreună cu tatăl de educația și îngrijirea copilului. Ambii părinți dețin dreptul de educare al copilului. Există însă și cazuri în care numai un părinte are acest drept. În unele țări și părinții de același sex (homosexualitate) au acest drept.
În sensul său cel mai literal, mamă este numită femeia care naște sau a născut un copil. Acest lucru se întâmplă atunci când un ovul fertilizat de un spermatozoid se implantează în uterul femeii. Femeia rămâne însărcinată și, după aproximativ nouă luni, copilul se naște.
În sensul său mai larg, o mamă este o femeie care a adoptat un copil. Mamele adoptive au aceleași responsabilități și drepturi ca și mamele biologice.

Indiferent de modul în care a devenit mamă, o mamă joacă un rol important în viața copilului ei. Ea este persoana care oferă copilului său dragoste, îngrijire și sprijin. Mama este, de asemenea, cea care îl ajută pe copil să se dezvolte și să crească.

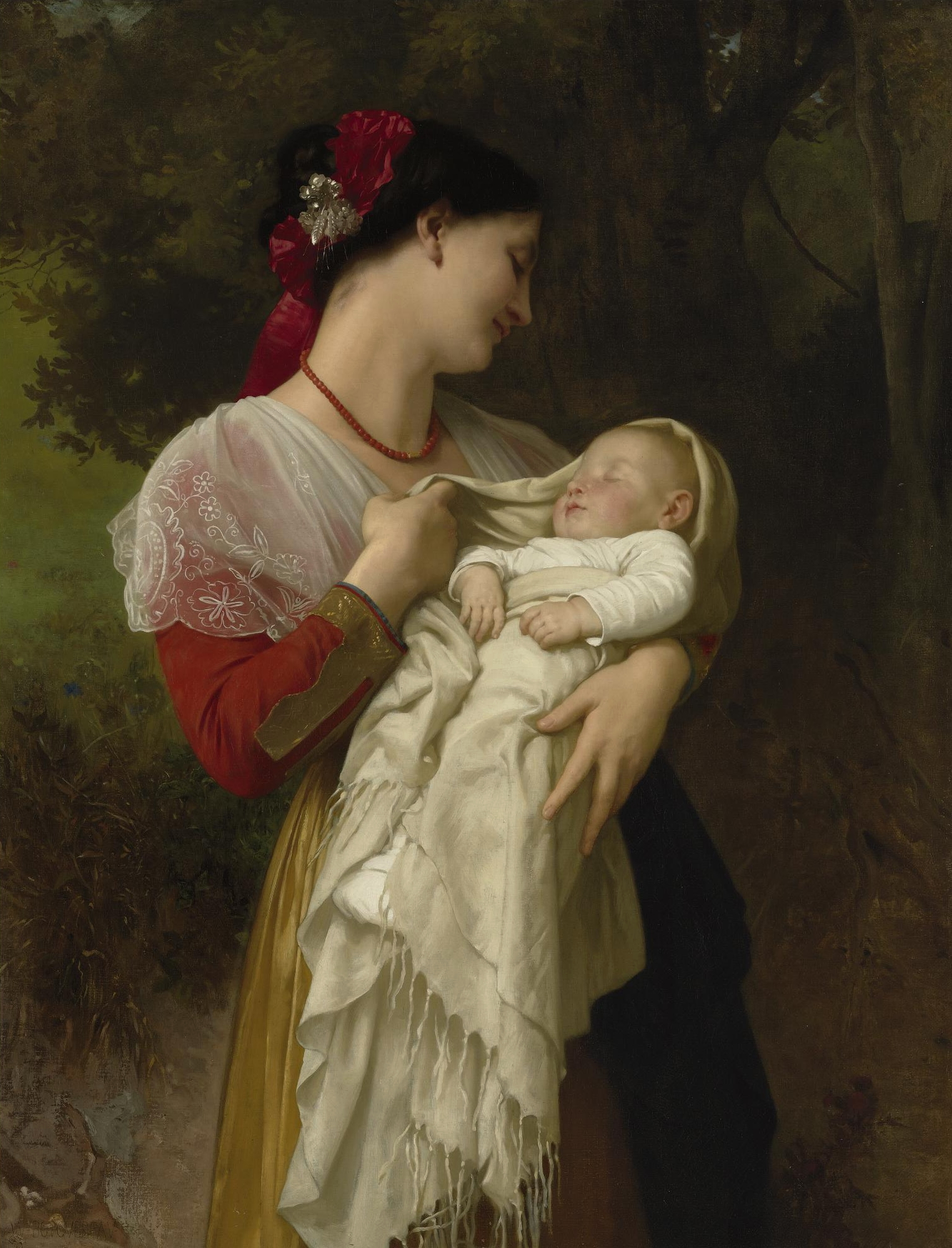
"Admirație maternă" operă a lui William Bouguereau, sec. XIX

Cea mai precoce mamă din istoria omenirii a fost Lina Medina, care a născut la vârsta incredibilă de 5 ani, 6 luni și 17 zile.

## Adresare
Forma de adresare pentru mamă se deosebește între regiuni. Cele mai frecvent folosite sunt: mamă, mama și mami. Copiii și adulții folosesc aceste cuvinte în schimbul numelui.
Cuvântul mama sau forme asemănătoare acestuia există în aproape toate limbile. Deoarece silaba "ma" este ușor de pronunțat, acesta este deseori primul cuvânt pe care omul îl învață.

## Derivatele din latinul mater
- Matrix
- Mater
- Material
- Alma Mater (universitate, "mamă care hrănește")
- Materie
- Matriarhat
- Înmatriculare (înscrierea la universitate)
- Madrigal (literatură) sau Madrigal (muzică)

## Cultură
- Rromii, printre alții, numesc ca zeiță superioară Matta (Mamă).